# Dryodurgades dentistylus
Dryodurgades dentistylus är en insektsart som beskrevs av Zhang och Li 1998. Dryodurgades dentistylus ingår i släktet Dryodurgades och familjen dvärgstritar. Inga underarter finns listade i Catalogue of Life.